# Битва на реке Лех
Битва на реке Лех (нем. Schlacht auf dem Lechfeld, венг. augsburgi csata).
10 августа 955 года немецкие войска во главе с королём Оттоном I разгромили вторгшихся в Центральную Европу кочевников-венгров (мадьярские племена, которые позже осели на территории современной Венгрии) и навсегда остановили их опустошительные набеги на христианские страны. Битва произошла на реке Лех у Аугсбурга.

## Предыстория
Подавив восстание своего сына Людольфа Швабского в сговоре с зятем Конрадом Лотарингским, Оттон I Великий, король Восточно-Франкского королевства, отправился в Саксонию, личное герцогство. В начале июля он принял венгерских дипломатов, которые утверждали, что пришли с миром. Однако немцы подозревали мадьяр в шпионаже, а именно в интересе к итогам восстания. Через несколько дней Оттон отпустил их с небольшими подарками.
Вскоре в Магдебург прибыли гонцы от Баварского герцога и по совместительству брата короля, Генриха I. В послании сообщалось о венгерском вторжении и их желании вступить в бой с королём. Мадьяры раннее уже нападали во время восстания. Это происходило сразу же после подавления мятежа во Франконии. Из-за волнений полабских славян на нижней Эльбе Отто вынужден был оставить большую часть своих саксонских воинов дома. Это и сыграло злую шутку с ним, Саксония была далека от Аугсбурга и его окрестностей, ожидать прибытия саксонцев пришлось бы долго. Сражение произошло через шесть недель после первого письма Генриха. Историк Ханс Дельбрюк утверждает, что подмога в виде саксов не могла успеть вовремя.
Король приказал своим войскам сосредоточиться на Дунае в окрестностях Нойбурга и Ингольштадта. Он сделал это для того, чтобы отрезать войска врага от снабжения и перейти им в тыл, когда венгры совершат новый набег к северо-востоку от Аугсбурга. Этот город был центром для всех близлежащих народностей и сословий. Таким образом, стратегически Аугсбург был лучшим местом для сосредоточения сил короля перед наступлением на венгров.
Помимо основных сил немцы имели ещё несколько армий. Во время прошлых набегов, 932 и 954 годов, мадьяры всегда довольствовались одним маршрутом, а именно вторгались в германские земли к югу от Дуная, а затем возвращались на родину через Лотарингию, Западно-Франкское королевство и, наконец, через Италию, то есть, большим крюком, который начинался с запада, затем доходил до юга и двигался обратно на восток в их родные степи; таким образом, избегая генерального сражения на немецкой территории. Отто знал об этом маршруте венгров и решил заманить их в ловушку. Поэтому он приказал своему брату, архиепископу Бруно, держать войска в Лотарингии. С королевской армией, теснящей венгров с запада, и столь же сильной армией Бруно, преследующих их с востока, мадьяры не смогли бы спастись.
Битва происходила в пойме реки Лех, расположенной немного южнее Аугсбурга. Эта битва является второй битвой при Аугсбурге в венгерской историографии. Первая битва на реке Лех произошла в том же районе за сорок пять лет до того.

## Ход сражения
Основным источником о битве являются латинские «Деяния саксов» монаха-бенедиктинца Видукинда из Корвея (973).
Битве предшествовала осада и попытка штурма венграми Аугсбурга. Король собрал 10 000 всадников, но всё равно уступал варварам по численности, хотя и превосходил их вооружением — тяжёлая немецкая конница против лёгкой венгерской. Победа была достигнута, в первую очередь, благодаря дисциплине. Окружив немцев, венгры спешились и начали грабить обозы, что позволило Оттону I уничтожить спешившихся, а затем нанести удар по главной орде. Преследуя бегущих, германские отряды не нарушали порядка, помня о своей малочисленности. Попавших в плен венгров немцы казнили, в том числе одного из их вождей Леле, а оставшимся в живых отрезали носы и уши и изувеченными отправили к своим.
Битву на Лехе часто называют «рождением немецкой нации» («Geburt der deutschen Nation»).